# Yael Cohen
Yael Cohen, née le 4 novembre 1986, est une femme d'affaires canadienne, cofondatrice de Fuck Cancer, un organisme qui œuvre pour le dépistage précoce et la prévention du cancer. 
Elle a lancé Fuck Cancer en 2009 après que sa mère a reçu un diagnostic de cancer du sein. Fuck Cancer a pour objectif de mobiliser la génération Y via les médias sociaux pour discuter du dépistage précoce et de la sensibilisation aiguë au cancer. 

## Biographie

### Enfance
Cohen est née dans une famille juive sud-africaine en Afrique du Sud et a grandi à Vancouver, en Colombie-Britannique. Elle a fréquenté l'Université de la Colombie-Britannique où elle a obtenu un baccalauréat en sciences politiques en 2008. Après avoir obtenu son diplôme, elle a travaillé dans la finance.

### Vie privée
Le 6 juillet 2014, Yael Cohen épouse le célèbre manager américain Scooter Braun, son compagnon depuis janvier 2013. Ils ont trois enfants : Jagger Joseph Braun (né le 6 février 2015), Levi Magnus Braun (né le 29 novembre 2016) et Hart Violet Braun (née le 1er décembre 2018). Le 10 juillet 2021, TMZ annonce que le couple est séparé et, quelques jours plus tard, Scooter Braun demande officiellement le divorce, qui est prononcé en septembre 2022.

## Distinctions
- 2011 : The Globe and Mail′s 12 people who are transforming philanthropy[7]
- 2012 : Fast Company 100 Most Creative People in Business[8]
- Women's Executive Network 100 Most Powerful Women in Canada[9]
- Marketing Thirty Under 30[10]
- Business In Vancouver Forty under 40[11]
- Oprah's SuperSoul 100[12]